# 秋元羊介
秋元 羊介（あきもと ようすけ、1944年2月5日 - ）は、日本の声優、俳優。東京都出身。PACage所属。

## 経歴
法政大学経済学部卒業後、文学座養成所6期を経て1971年より三朋プロダクション（現：新倉事務所）に所属し、『砲艦サンパブロ』の吹き替えでデビュー。1974年に荻事務所、1977年に山口事務所への移籍を経て、1982年から2015年11月まで江崎プロダクション（現・マウスプロモーション）に所属していた。2015年12月よりオフィスPACに所属。2025年3月24日、オフィスPACが法人解散するにあたり所属メンバーでPACageを設立し移籍した。
かつては俳優としても時代劇・現代劇を問わず、さまざまな作品に出演しており、宣弘社作品の常連でもあった。

## 人物
太めの声で下町の親父から悪役のボス役を演じる。
趣味はスポーツ、トレーニング。オートバイ歴は約30年。
『機動武闘伝Gガンダム』の東方不敗マスター・アジアにはかなりの思い入れがあり、完結以後も毎年のようにオファーが来るとの事。コスパのラジオCMにも『Gガンダム』でドモン・カッシュ役を演じた関智一と共に出演している。これはコスパ運営会社のタブリエ・コミュニケーションズの取締役・やまけんが同作品の大ファンということから実現したパロディCMである。
今川泰宏の関わっている作品の多くに出演しており、前述の東方不敗や衝撃のアルベルト（『ジャイアントロボ THE ANIMATION -地球が静止する日』）など、今川作品における重要な役どころを多く担っている。

## 出演
太字はメインキャラクター。

### テレビアニメ
1983年
- スペースコブラ

1984年
- よろしくメカドック（三堀）

1985年
- ダーティペア（マツモト）
- タッチ（1985年 - 1986年、監督、上村、勢南の監督、教師A）
- ルパン三世 PARTIII

1986年
- マシンロボ クロノスの大逆襲（ガルディ）

1987年
- アニメ三銃士（座長）
- エスパー魔美（1987年 - 1989年、銀河王、プロデューサー）
- 機甲戦記ドラグナー（ロイ、艦長）
- シティーハンター（1987年 - 1988年、スネーク、友村、高原） - 2シリーズ
- 北斗の拳2（ボルツ）

1988年
- グリム名作劇場（騎士）
- 闘将!!拉麵男（犬操）
- のらくろクン（民宿の主人）

1989年
- 美味しんぼ（1989年 - 1993年、理事A、永田先生、審査員A） - 1シリーズ + 特別編1作品
- 昆虫物語 みなしごハッチ（ビード、ウスバカゲロウ、アレイの父）
- 獣神ライガー（おじいさん）
- それいけ!アンパンマン（1989年 - 1994年、ドーナツマン〈初代〉、トンガラシ〈代役〉）
- 魔動王グランゾート（世界樹）
- ミスター味っ子（源一）
- ミラクルジャイアンツ童夢くん（有田修三）
- ルパン三世 バイバイ・リバティー・危機一発!（運転手）

1990年
- 雲のように風のように（亥野）
- ジャングル大帝（スコット）
- 魔法のエンジェルスイートミント（スピッツ、アナウンサー、カントク、ポリスマン）
- ルパン三世 ヘミングウェイ・ペーパーの謎

1991年
- 絶対無敵ライジンオー（飛鳥の父）
- 21エモン（キャプテン）
- 新世紀GPXサイバーフォーミュラ（船長）
- ルパン三世 ナポレオンの辞書を奪え（海辺首相）
- わたしとわたし ふたりのロッテ（ベルナウ編集長）

1992年
- 伝説の勇者ダ・ガーン（ヤンチャーの父）
- ルパン三世 ロシアより愛をこめて

1993年
- ジャングルの王者ターちゃん（王翬、ミスターR）
- 若草物語 ナンとジョー先生（ベア）

1994年
- 機動武闘伝Gガンダム（1994年 - 1995年、ナレーション、ストーカー、マスター・アジア）
- 魔法騎士レイアース（村長）

1995年
- 行け!稲中卓球部（一条雄大、神父）
- 怪盗セイント・テール（大倉）
- 鬼神童子ZENKI（護人）
- NINKU -忍空-（緑川）
- 忍たま乱太郎（1995年 - 2001年、和尚、ドクタケ城主〈代役〉、根津見中太郎、主人、たまちゃんの父親、ドクタケ忍者）
- バーチャファイター（モレノ）

1996年
- スレイヤーズNEXT（セイグラム）
- 逮捕しちゃうぞ（1996年 - 2007年、男A、伊刈寅之助） - 2シリーズ
- 名探偵コナン（1996年 - 2021年、寺井黄之助〈第356話〉、江田、早瀬達夫、武田信一、海老名稔、八坂清、門脇弁蔵、堺重吉、河井和幸、月形龍太郎、今井徹夫、範田力、林編集長、山中敏彦、浦井垂人、大蔵金治、足立了全、鷲山伸人、蝶野欽治 他）
- YAT安心!宇宙旅行（サラゲータ）

1997年
- EAT-MAN（1997年 - 1998年、エド・デサルヴォ、トラヴィス） - 2シリーズ
- CLAMP学園探偵団（所長）
- シティーハンター グッド・バイ・ マイ・スイート・ハート（幹部1）
- 中華一番!（レン総督）
- ポケットモンスター（老人）
- ルパン三世 ワルサーP38

1998年
- ガサラキ（空知検校）
- 剣風伝奇ベルセルク（武官B）
- 星方武侠アウトロースター（ジーンの父親）
- Bビーダマン爆外伝（シルドーク）

1999年
- 週刊ストーリーランド（1999年 - 2001年、中年男、高野、医者、源三、司会）

2000年
- 機巧奇傳ヒヲウ戦記（勘兵衛）
- 最遊記シリーズ（2000年 - 2003年、申大人、店のオヤジ） - 2シリーズ
- ごぞんじ!月光仮面くん（宇宙漁師）
- Sci-Fi HARRY（刑事部長）
- ドラえもん（テレビ朝日版第1期）（おじさん、父）
- 陽だまりの樹（塚原次郎左衛門）
- ルパン三世 1$マネーウォーズ

2001年
- 激闘!クラッシュギアTURBO（水守タイカン）
- 地球少女アルジュナ（堂島所長）
- ノワール（カノラ将軍）
- はじめの一歩（田中運輸社長）

2002年
- あたしンち（理容師 他）
- キャプテン翼（第3作）（エドゥアルト監督）
- キディ・グレイド（ドゥズィエム）
- 機動戦士ガンダムSEED（シーゲル・クライン）
- 天使な小生意気（岳山の父）
- パタパタ飛行船の冒険（リチャード・グレン）

2003年
- アストロボーイ・鉄腕アトム（機長）
- ガングレイヴ（ジェスター）
- クレヨンしんちゃん（2003年 - 2021年、先生、おじさん、武蔵野剣太の父、ホセのパパ、古田割泰三、多胡阿毛三 他）
- ストラトス・フォー（ロバート・レイノルズ）
- SPACE PIRATE CAPTAIN HERLOCK（艦長）
- 高橋留美子劇場（老紳士）
- 探偵学園Q（太田黒保）
- デジガールPOP!（ドクター・ヒール）
- FIRESTORM（総司令）
- プラネテス（ローランド）
- ポケットモンスター アドバンスジェネレーション（ハギ老人）
- LAST EXILE（デーヴィッド・マドセイン）
- ヒカルの碁（中村茂蔵）

2004年
- アガサ・クリスティーの名探偵ポワロとマープル（ルーサー・クラッケンソープ）
- エリア88（ボリス）
- 巌窟王（ジェラール・ド・ヴィルフォール主席判事）
- ケロロ軍曹（西澤グループ総裁直轄精鋭部隊隊長）
- 絢爛舞踏祭 ザ・マーズ・デイブレイク（メイザース）
- 攻殻機動隊 S.A.C. 2nd GIG（内務大臣）
- tactics（北原）
- 鉄人28号（第4作）（スリルサスペンス）
- NARUTO -ナルト-（ワサビ次郎長）
- 火の鳥 黎明編（兵士）
- 無人惑星サヴァイヴ（校長）
- MONSTER（マウラー）
- 勇午 〜交渉人〜（シャドル、親方）
- RAGNAROK THE ANIMATION（ダークロード）

2005年
- ギャラリーフェイク（ビル・トラヴァース）
- これが私の御主人様（義貴の父）
- 戦国英雄伝説 新釈 眞田十勇士 The Animation（大久保相模守忠隣）
- ドラえもん（テレビ朝日版第2期）（2005年 - 2020年、父、イヌ人間、課長〈2代目〉、上司）

2006年
- いぬかみっ!（ドクトル）
- うたわれるもの（ニウェ）
- エンジェル・ハート（重役）
- おとぎ銃士 赤ずきん（司祭）
- コードギアス 反逆のルルーシュ（ポワドン）
- 彩雲国物語（2006年 - 2007年、櫂瑜） - 2シリーズ
- ザ・サード 〜蒼い瞳の少女〜（ウォーケン）
- 蒼天の拳（黄西飛）
- バーテンダー（笠原静雄）
- ブラック・ジャック21（ローゼンバーグ）
- BLACK LAGOON（専務、安沢） - 2シリーズ
- ルパン三世 セブンデイズ・ラプソディ（ダノン）

2007年
- ウエルベールの物語 〜Sisters of Wellber〜（2007年 - 2008年、ランバノフ・ハン） - 2シリーズ
- スカルマン（船越英明）
- 素敵探偵ラビリンス（奥津伊佐久）
- 地球へ…（ゼル機関長）
- 東京魔人學園剣風帖 龖（御厨） - 2シリーズ
- ひぐらしのなく頃に解（海江田校長）
- MOONLIGHT MILE（パオロ・デ・ロッシ）
- REIDEEN（野田幕僚長 / 野田群司令）
- ロミオ×ジュリエット（中年貴族）

2008年
- アリソンとリリア（谷守）
- 君が主で執事が俺で（大佐〈田尻耕〉）
- ゴルゴ13（ベントナ）
- ストライクウィッチーズ（マロニー大将）
- のらみみ2（蒲公英）
- 美肌一族（事務局長、記者、神父）

2009年
- スレイヤーズEVOLUTION-R（タフォーラシア国民B）
- 聖剣の刀鍛冶（ハンニバル・クエイサー）
- 蒼天航路（張曼成）
- 戦う司書 The Book of Bantorra（ワイザフ）
- ティアーズ・トゥ・ティアラ（オガム）
- テイルズ オブ ジ アビス（ヘンケン）
- プリンセスラバー!（アルフレッド）
- ミチコとハッチン（エドワード）

2010年
- イナズマイレブン（2010年 - 2011年、ガルシルド・ベイハン）
- SDガンダム三国伝 Brave Battle Warriors（袁紹バウ）
- 銀魂（ホウイチ）
- ご姉弟物語（衛生局課長）
- 閃光のナイトレイド（老人）
- 伝説の勇者の伝説（カーラル・フロワード）
- HEROMAN（ワトキンス）

2011年
- ドラゴンクライシス!
- NARUTO -ナルト- 疾風伝（雷の里の大名）
- ぬらりひょんの孫 千年魔京（花開院秀元〈27代目〉）

2012年
- 戦国コレクション（室長）
- たまごっち! ゆめキラドリーム（いかりっち）
- LUPIN the Third -峰不二子という女-（警部）

2013年
- 宇宙戦艦ヤマト2199（レドフ・ヒス）※2012年劇場先行公開
- COPPELION（白外套）

2014年
- ガンダムビルドファイターズトライ（学園長）
- テンカイナイト（ヴィリウス）
- 信長協奏曲（斉藤道三）
- バディ・コンプレックス（ヴィクトル・リャザン）
- ハマトラ（ガスケ） - 2シリーズ
- 名探偵コナン 江戸川コナン失踪事件 〜史上最悪の2日間〜（刑事）

2015年
- うしおととら（白天山の老妖怪）
- ガンスリンガー ストラトス（真加部主水）
- 黒子のバスケ（理事長）
- GATE 自衛隊 彼の地にて、斯く戦えり（北条重則）
- 攻殻機動隊 ARISE ALTERNATIVE ARCHITECTURE（サダモト）
- デュラララ!!×2 転（澱切）
- ルパン三世 PART IV（ヴォルフ）

2016年
- 怪盗ジョーカー（ファラオ）
- ファンタシースターオンライン2 ジ アニメーション（ドゥドゥ）
- 舟を編む（南さん）
- 魔法つかいプリキュア!（ドクロクシー）
- 名探偵コナン エピソード“ONE” 小さくなった名探偵（瀬羽尊徳）

2017年
- パズドラクロス（2017年 - 2018年、ルークス）
- 鬼平（老盗）

2018年
- 多田くんは恋をしない（悪人）
- ルパン三世 PART5（議長）
- ゾンビランドサガ（天本）

2019年
- ポプテピピック TVスペシャル 朱雀ver.（ピピ美〈第14話Bパート〉）
- ファンタシースターオンライン2 エピソード・オラクル（2019年 - 2020年、レギアス）
- 真・中華一番!（ラコン）
- ゲゲゲの鬼太郎（第6作）（夜叉）

2020年
- けだまのゴンじろー（バケザン先生）
- アルテ（ウベルティーノ）
- 宇崎ちゃんは遊びたい!（2020年 - 2022年、亜細亜紀彦） - 2シリーズ

2022年
- 黒の召喚士（ジェラール）

2023年
- 冒険者になりたいと都に出て行った娘がSランクになってた（ドルトス）

2024年
- 転生貴族、鑑定スキルで成り上がる（リーマス・アイバス）
- 疑似ハーレム（校長）
- 狼と香辛料 MERCHANT MEETS THE WISE WOLF（セム）

### 劇場アニメ
1980年代
- 機動戦士ガンダム（1981年、ジオン兵 他）
- タッチ2 さよならの贈り物（1986年、上村監督）
- タッチ3 君が通り過ぎたあとに -DON'T PASS ME BY-（1987年、須見工監督）
- AKIRA（1988年、店長）
- 機動戦士ガンダム 逆襲のシャア（1988年、ムサカ艦長）
- 伊勢湾台風物語（1989年、阿久根忠雄）
- ヴイナス戦記（1989年、マギーの父）

1990年代
- それいけ!アンパンマン ばいきんまんの逆襲（1990年、ドーナツマン）
- アップフェルラント物語（1992年、クラフト）
- 機動戦士ガンダム0083 ジオンの残光（1992年、ディック・アレン）
- ドラえもん のび太と夢幻三剣士（1994年、映画のナレーション）
- ドラえもん のび太の創世日記（1995年、タイムパトロールA）
- ドラえもん のび太と銀河超特急（1996年、ヤドリA）
- ブラック・ジャック 劇場版（1996年、トムス・ジョンストン）
- ドラえもん のび太のねじ巻き都市冒険記（1997年、熊虎C）
- 劇場版ポケットモンスター ミュウツーの逆襲（1998年、博士）
- パーフェクトブルー（1998年、手嶋）

2000年代
- カウボーイビバップ 天国の扉（2001年、解析班A）
- アテルイ（2002年、シギ）
- XEVIOUS（2002年、パットナム）
- ドラえもん のび太とふしぎ風使い（2003年、カンジン）
- アップルシード（2004年、ニュースセンター局員）
- NITABOH 仁太坊-津軽三味線始祖外聞（2004年）
- 超劇場版ケロロ軍曹（2006年、指令）
- いぬかみっ! THE MOVIE 特命霊的捜査官・仮名史郎っ!（2007年、ドクトル）

2010年代
- 攻殻機動隊 ARISE（2013年、サダモト国防省副大臣）

2020年代
- 宇宙戦艦ヤマト2205 新たなる旅立ち（2021年、レドフ・ヒス）

### OVA
1987年
- ダーティペア（カッチャー）
- 魔女っ子クラブ4人組 A空間からのエイリアンX（外人、代表C）

1988年
- 銀河英雄伝説（1988年 - 1989年、憂国騎士団のリーダー、レムラー中佐、ヒルデスハイム伯爵）

1989年
- 機動戦士ガンダム0080 ポケットの中の戦争（ハーディ・シュタイナー）

1990年
- 独身アパートどくだみ荘III
- 魔動王グランゾート 最後のマジカル大戦（アルガ）

1991年
- 江口寿史の寿五郎ショウ（上司、執事）
- 機動戦士ガンダム0083 STARDUST MEMORY（ディック・アレン）

1992年
- 源氏（華井）
- ジャイアントロボ THE ANIMATION -地球が静止する日（1992年 - 1998年、衝撃のアルベルト）
- 創竜伝（殺し屋ボス）

1993年
- 超時空世紀オーガス02（ケラチ）
- ブラック・ジャック（パトリック）

1994年
- 素足のGinRei Episode.1 盗まれた戦闘チャイナを捜せ大作戦!!（アルベルト）
- プラスチックリトル（ナレロフ・アルト・モーディッシュ）

1995年
- GOLDEN BOY さすらいのお勉強野郎（ヤクザB、社長）
- 沈黙の艦隊（1995年 - 1998年、赤垣三郎、沼田政志、ミハイル・マレンコフ）
- 鉄腕GinRei Episode.23 禁断の果実を奪還せよ 極楽大作戦!!（アルベルト）

1996年
- 鉄腕バーディー（院長）
- 僕のセクシャルハラスメント（2代目社長）

1997年
- 変（極道）
- 八雲立つ（布椎稚国）

1998年
- サイキックフォース（六道玄真）
- 真ゲッターロボ 世界最後の日（ランバート）
- MASTERキートン（刑事A）

2003年
- はじめの一歩 間柴vs木村 死刑執行（田中運輸の社長）

2004年
- ストラトス・フォー（ロバート・レイノルズ）

2005年
- 最終兵器彼女 Another love song（将校）

2006年
- HELLSING（リチャード・ヘルシング）

2007年
- 装甲騎兵ボトムズ ペールゼン・ファイルズ（委員）

2011年
- 最遊記外伝（賀孟）
- 装甲騎兵ボトムズ 孤影再び（商売仲間）
- ひぐらしのなく頃に煌（海江田校長）

2018年
- 宇宙戦艦ヤマト2202 愛の戦士たち（レドフ・ヒス）※ODS作品、2018年秋テレビ放映

### Webアニメ
- 名探偵コナン vs Wooo（2011年、父）
- ニンジャスレイヤー フロムアニメイシヨン（2015年、ドラゴン・ゲンドーソー）
- 無限の住人-IMMORTAL-（2019年、天津三郎[43]）

### ゲーム
1993年
- ナイトトラップ（コリンズ）

1994年
- 機動武闘伝Gガンダム（マスター・アジア、ストーカー）

1995年
- 魔法騎士レイアース（ルキノ）

1996年
- 新スーパーロボット大戦（東方不敗マスター・アジア、エリート兵士）
- サイキックフォース（六道玄真）

1997年
- サイキックフォース パズル大戦（六道玄真）
- スーパーロボット大戦F（東方不敗マスター・アジア、ストーカー）
- 天外魔境 第四の黙示録（大統領）
- 魔法少女プリティサミー 〜恐るべし身体測定!核爆発5秒前!!〜（ウー大佐）

1998年
- スーパーロボットスピリッツ（東方不敗マスター・アジア、ジャッジボイス）
- スーパーロボット大戦F完結編（東方不敗マスター・アジア、ストーカー）
- ソニックウィングス アサルト（ヴォルク）
- 玉繭物語（トトヤム、ヤジャコ）
- 堕落天使（鬼瓦寅男）
- テイルコンチェルト（ハウンド三世、ラッセル・ライブレッド）
- 立体忍者活劇 天誅（郷田松之信）
- レイディアントシルバーガン（五十嵐＝剛）
- ロストチルドレン（トランプ）

1999年
- SDガンダム GGENERATIONシリーズ（1999年 - 2025年、ハーディ・シュタイナー、ディック・アレン、東方不敗マスター・アジア、ストーカー、ゼノン・ティーゲル） - 14作品
- スーパーヒーロー作戦（東方不敗）
- スーパーロボット大戦コンプリートボックス（ゴルド・バゴルド）
- パワーストーン（1999年 - 2000年） - 2作品
- リトル・ウィッチ レネット 〜スワンの涙ラプソディ〜（レネットの父）

2000年
- シド・マイヤーズ アルファ・ケンタウリ（学院長プロホール・ザハロフ）
- スーパーロボット大戦α（ハーディ・シュタイナー、衝撃のアルベルト、ザンスカール兵）
- Sorcerous Stabber ORPHEN 魔術士オーフェン（ゼイアス）
- 立体忍者活劇 天誅 弐（郷田松之信）

2001年
- スーパーロボット大戦α for Dreamcast（ハーディ・シュタイナー、衝撃のアルベルト、ザンスカール兵）
- デ・ジ・キャラット ファンタジー（グレッグ）

2002年
- ELYSION 〜永遠のサンクチュアリ〜（グルーチョ）
- 侍（黒生鉄心）
- JOCKEY'S ROAD（能登正人）
- スーパーロボット大戦IMPACT（東方不敗マスター・アジア、ガルディ）

2003年
- 侍道2（黒生鉄生）
- SUNRISE WORLD WAR Fromサンライズ英雄譚（東方不敗、ストーカー）
- 天誅 参（郷田松之信）
- マックスペイン（アルフレッド・ウォーデン）

2004年
- アニメバトル 烈火の炎 FINAL BURNING（海魔）
- 宇宙戦艦ヤマト イスカンダルへの追憶（山崎奨）
- 宇宙戦艦ヤマト 二重銀河の崩壊（山崎奨）
- 九龍妖魔學園紀（千貫厳十郎）
- スーパーロボット大戦GC（ハーディ・シュタイナー）
- 東京魔人學園外法帖血風録（オーディン）
- ラクガキ王国2 魔王城の戦い（王様、魔王）

2005年
- 宇宙戦艦ヤマト 暗黒星団帝国の逆襲（山崎奨）
- エウレカセブン TR1:NEW WAVE（ドッティ）
- カウボーイビバップ 追憶の夜曲（クルト・マイヤー）
- キングダム ハーツII（ザルディン）
- 新選組群狼伝（芹沢鴨）
- 天誅 忍大全（郷田松之信）
- Twelve〜戦国封神伝〜（尾張・マサナガ）

2006年
- うたわれるもの 散りゆく者への子守唄（ニウェ）
- エウレカセブン NEW VISION（ドッティ）
- クラッシュ・バンディクー フェスティバル（ネオ・コルテックス）
- テイルズ オブ ファンタジア -フルボイスエディション-（オルソン・ドロー、アルヴァニスタ国王）
- 天誅 DARK SHADOW（郷田松之信）
- 天誅 千乱（郷田松之信）
- ファイナルファンタジーXII（ジャッジ・ベルガ）
- ボクらの太陽 Django & Sabata（ストーカー）
- マブラヴ オルタネイティヴ（全年齢版）（大和艦長 田所）
- 夜明け前より瑠璃色な〜Brighter than dawning blue〜（鷹見沢左門）

2007年
- オペレーション・ダークネス（アドルフ・ヒトラー）
- ガンダム無双（東方不敗マスター・アジア）
- キングダム ハーツII ファイナル ミックス（ザルディン）
- すもももももも〜地上最強のヨメ〜 継承しましょ!? 恋の花ムコ争奪戦!!（美月臣羅）
- 白銀のソレイユ-Successor of Wyrd《運命の継承者》-（師匠）
- ひぐらしのなく頃に祭（海江田校長）
- ロストオデッセイ（セド・バルモア）

2008年
- アオイシロ（鈴木佑快）
- ガンダム無双2（東方不敗マスター・アジア）
- 機動戦士ガンダム ガンダムVS.ガンダム（東方不敗マスター・アジア）
- 君が主で執事が俺で 〜お仕え日記〜（大佐）
- Shadow Assault 〜TENCHU〜（郷田松之信）
- 白騎士物語 -古の鼓動-（ベルシタン）
- スーパーロボット大戦A PORTABLE（東方不敗マスター・アジア）
- ティアーズ・トゥ・ティアラ 花冠の大地（オガム）
- テイルズ オブ ハーツ（チェン）
- Fable II（バーナム）
- Fallout 3（ジョン・ヘンリー・エデン）
- 428 〜封鎖された渋谷で〜（工藤静夫〈顔出し〉、車内兵士A）

2009年
- ウィザードリィ 囚われし魂の迷宮（ディメント5世）
- 機動戦士ガンダム ガンダムVS.ガンダムNEXT（東方不敗マスター・アジア）
- キングダム ハーツ 358/2 Days（ザルディン）
- ティアーズ・トゥ・ティアラ外伝 -アヴァロンの謎-（オガム）
- マグナカルタ2（ヒュアレン・ジャース）

2010年
- ALAN WAKE（オーディン・アンダーソン）
- イナズマイレブン3 世界への挑戦!!（ガルシルド）
- 黄金夢想曲（山羊）
- ガンダム無双3（東方不敗マスター・アジア）
- 機動戦士ガンダム エクストリームバーサス（2010年 - 2016年、東方不敗マスター・アジア、ストーカー） - 5作品
- キングダム ハーツ バース バイ スリープ（ディラン）
- 白騎士物語 -光と闇の覚醒-（ベルシタン）
- ひまわり -Pebble in the Sky- Portable（ジョニー）
- プリンセスラバー! 〜Eternal Love For My Lady〜（アルフレッド）

2011年
- うみねこのなく頃に散 〜真実と幻想の夜想曲〜（川畑船長）
- エルソード（ホレイショ）
- ガチトラ! 〜暴れん坊教師 in High School〜（片山昌三）
- 機動戦士ガンダム オンライン（シュタイナー）
- 機動戦士ガンダム 新ギレンの野望（ハーディ・シュタイナー）
- ファイナルファンタジー零式（ナレーション）
- ブラック★ロックシューター THE GAME（ザハ）

2012年
- ガンスリンガー ストラトス（真加部主水）
- ケイオスリングスII（バックス）
- 幻想水滸伝 紡がれし百年の時（ボールドン）
- デビルサマナー ソウルハッカーズ（村正）
- 十鬼の絆 〜関ヶ原奇譚〜（汐見秋士）
- Dragon Age II（バートランド）
- ファンタシースターオンライン2（ドゥドゥ、ジャン、レギアス、ヒ・ロガ）
- リトルウィッチ パルフェ 黒猫魔法店物語（シュワルツ・ワルダー）

2013年
- KILLER IS DEAD（浜田山）
- キングダム ハーツ HD 1.5 リミックス（ザルディン）
- クリスタル◆コンクエスト
- 真・女神転生IV（K、ホワイトメン）
- HEROES' VS（マスターガンダム）
- スーパーロボット大戦Operation Extend（ハーディ・シュタイナー）
- テイルズ オブ ハーツ R（チェン・コラーロ）
- 十鬼の絆 花結綴り（汐見秋士）
- HEROES' VS（マスターガンダム）
- 魔導巧殻（ガルムス）
- メトロ ラストライト（モスクビン書記長）

2014年
- VANITY of VANITIES（風清揚）
- ガンスリンガー ストラトス2（真加部主水）
- ガールフレンド（仮）（悪神輿男、悪鬼教官）
- グランブルーファンタジー（ゴブリンキング）
- キングダム ハーツ HD 2.5 リミックス（ザルディン/ディラン）
- クレヨンしんちゃん 嵐を呼ぶ カスカベ映画スターズ!（ブリブリ魔人）
- コアマスターズ（ウィリアム）
- 新・世界樹の迷宮2 ファフニールの騎士（ラガード公宮の大臣〈ダンフォード〉）
- いますぐお兄ちゃんに妹だっていいたい!（茂森鋼造）

2015年
- ウィッチャー3 ワイルドハント（エレディン）
- ひぐらしのなく頃に粋（校長先生）
- ひまわり-Pebble in the Sky- PS Vita版（ジョニー）

2016年
- 真・女神転生IV FINAL（マーラ）
- ジャストコーズ3（セバスティアノ・ディラベロ）
- スーパーロボット大戦X-Ω（東方不敗マスター・アジア）
- 名探偵ピカチュウ 〜新コンビ誕生〜（マイク・ベイカー）
- バトルフィールド1（ルカ・ヴィンチェンツォ・コッキオラ）

2017年
- 仁王（鳥居元忠）
- ファイナルファンタジーXIV: 紅蓮の解放者（ゴウセツ）

2018年
- ガンダムバーサス（東方不敗マスター・アジア）
- 名探偵ピカチュウ（マイク・ベイカー）
- 機動戦士ガンダム エクストリームバーサス2（2018年 - 2025年、東方不敗マスター・アジア、ストーカー） - 4作品
- ひぐらしのなく頃に奉（校長）
- PSO2 ニュージェネシス（男性追加ボイス〈03、25、26、87、157〉、男性共通ドゥドゥボイス）

2019年
- スーパーロボット大戦T（東方不敗マスター・アジア、ストーカー）
- デモンエクスマキナ（ナイト）
- ガンダムネットワーク大戦（ハーディ・シュタイナー）
- アトリエオンライン 〜ブレセイルの錬金術士〜（カンゾウ）

2020年
- 真・女神転生III NOCTURNE HD REMASTER

2021年
- うみねこのなく頃に咲 〜猫箱と夢想の交響曲〜（川畑船長）
- 真・女神転生V（ベルゼブブ）

2022年
- ライブアライブ（森部生士）
- SDガンダム バトルアライアンス（東方不敗マスター・アジア）
- 機動戦士ガンダム アーセナルベース（2022年 - 2024年、東方不敗マスター・アジア）
- コードギアス 反逆のルルーシュ ロストストーリーズ

2023年
- モンスターストライク（2023年 - 2024年、東方不敗マスター・アジア）
- 超探偵事件簿 レインコード（ザンゲ＝イレイザー）
- なつもん! 20世紀の夏休み（パパさん）

2024年
- 真・女神転生V Vengeance（ベルゼブブ）

### ドラマCD
- Vassalord.（サミュエル・カザン）
- うりポッ（ホセ）
- 機動武闘伝Gガンダムシリーズ
  - GUNDAM FIGHT-ROUND1&2（ストーカー）
  - GUNDAM FIGHT-ROUND3（東方不敗マスター・アジア、ストーカー、楽曲「ステ犬のブルース」ボーカル）
- 九龍妖魔學園紀（千貫厳十郎）
- 彩雲国物語 恋愛指南争奪戦!（櫂瑜）
- サンダーバード秘密基地セット（モリソン）
- 東京魔人學園月紅伝（御厨）
- 十鬼の絆シリーズ（汐見秋士）
  - 十鬼の絆 ドラマCD 〜大原女騒動〜[66]
  - 十鬼の絆 ドラマCD 〜伝説の果実〜[67]
- ニンジャスレイヤー ザイバツ強襲!（ドラゴン・ゲンドーソー[68]）
- バーヴェリアン四重奏（川上荘一）
- 流行り神 ドラマCD（高坂善一郎）
- BE×BOY CD COLLECTION 疵 スキャンダル（桐原英輔）
- ひぐらしのなく頃に（校長）
- ひまわり（ジョニー）
- ミュウツーの誕生（ドクトル・フジ博士）
- 八雲立つ 音盤物語（闇己の叔父）

### オーディオブック
- 永遠の0（長谷川梅男）
- 天地明察（建部昌明）

### 吹き替え

#### 担当俳優
グレゴリー・イッツェン
- シカゴホープ（カイル・ミッチェル博士）
- フェーム/青春の旅立ち シーズン1 #5（レストン医師）
- THE MENTALIST メンタリストの捜査ファイル（ヴァージル・ミネリCBI局長）

ゲイリー・ビジー
- ストレート・タイム（ウィリー）
- ノー・トゥモロー（ノア・コラル）
- リーサル・ウェポン（ジョシュア）※TBS版

ケヴィン・マクナルティ
- カナディアン・エクスプレス（ジェームズ・ドーベック）※フジテレビ版
- スターゲイト SG-1（ワーナー軍医長）
- ダークエンジェル シーズン1 #18（ギル）※ソフト版
- ハイテク武装車バイパー（メトカーフ）
- ヤング・スーパーマン（エリックの父）

ジェームズ・コスモ
- エニグマ奪還（ハートリー）
- ダーク・マテリアルズ/黄金の羅針盤（ファーダー・コーラム）
- ぼくとボビーの大逆転（ジェームズ・ブラウン）

ジェフ・フェイヒー
- NCIS:ニューオーリンズ シーズン5 #17（チャーリー・コンロイ）
- クリミナル・マインド4 FBI行動分析課（ケイン）
- デッドライン（ダン・コリンズ）
- 特捜刑事マイアミ・バイス シーズン3 #1（エディ・ケイ）
- LOST（フランク・J・ラピーダス）

ジョン・デ・ランシー
- エボルバー（ラッセル・ベネット）
- クローザー シーズン1 #5（ドーソン博士）
- 冒険野郎マクガイバー シーズン1 #20（ブライアン・アシュフォード）

チェルシー・ロス
- 人生の特等席（スミッティ）
- スーパーコップ90（トム・カトラー）※テレビ東京版
- ビルとテッドの地獄旅行（オーツ大佐）※テレビ東京版

マイケル・アイアンサイド
- 幻想のドリアン・グレイ（アラン）
- マインドストーム（アーミテージ）
- レッド・スコルピオン2（ウエスト大佐）

#### 映画
- アーク 失われたマヤの財宝（サリナス〈ファン・パトリシオ・アレナス〉）
- アーネスト、監獄に行く!（ヴィニー）
- アーバン・カウボーイ（ウェス〈スコット・グレン〉）
- 愛がこわれるとき ※ソフト版
- 愛が微笑む時（ハリソン・ウィンスロー〈チャールズ・グローディン〉）
- アイドルワイルド（パーシヴァルの父）
- 愛に翼を（アール・マッコイ、アーネスト・パーケット）
- 愛の妖精 アニーベル（マイケル・ペロー）※ソフト版
- 愛の落日（ヴィゴット〈ラデ・シェルベッジア〉）
- アイ・ラブ・トラブル（ケニー・ベーコン〈ポール・グリーソン〉）
- I love ペッカー（ボーザック）
- アイランド
- アウト・オブ・サイト（リチャード・リプリー〈アルバート・ブルックス〉）※ソフト版
- アウトロー・ポリス/傷だらけのバッジ（ボーク〈フォーリー・スミス〉）
- 赤い殺意（エミリオ、マーティン）
- 赤毛のアン/アンの結婚（パウエル医師）※ソフト版
- アガサ・クリスティーの奥さまは名探偵（将軍、クプレー氏〈モーリス・リッシュ〉）
- 悪魔たち、天使たち（ニックの部下〈ジャック・ウォレス〉）
- 悪魔のいけにえ（フランクリン〈ポール・A・パーテイン〉）※テレビ東京版
- 悪魔の毒々おばあちゃん（ハービー〈ジャック・マヤー〉）
- アドミッション -親たちの入学試験-（ポロコフ教授〈オレク・クルパ〉）
- アニマル・ファクトリー（ヴィト〈ダニー・トレホ〉）
- アビス（ベンディックス〈クリス・エリオット〉）※ソフト版、（シュニック）
- ア・フュー・グッドメン（デイヴ・スプラドリング中尉〈マット・クレイヴン〉）
- アメリカン・ミー（ドン・アントニオ・スカグネッリ）
- アラスカ・ケビン 史上最大の犬ぞり大作戦
- アリゲーター/愛と復讐のワニ人間（リッチ）
- 暗殺者（ケッチャム〈ミューズ・ワトソン〉）※ソフト版
- アンダーカヴァー（マラット・バザエフ）
- アンダーフィールド（レニー警部〈ティモシー・ダルトン〉）
- アンビリーバブル（デヴィッド〈アラン・アームストロング〉）
- いけにえ（ハートニー教授）
- 遺産相続は命がけ!?（エド〈ボブ・バラバン〉）
- イズント・シー・グレート（アリストテレス・オナシス〈フランク・ヴィンセント〉、ジョニー・カーソン）
- イノセントマン/仕組まれた罠（ダニー・スカリース〈リチャード・ヤング〉）
- イブラヒムおじさんとコーランの花たち（イブラヒム〈オマル・シャリーフ〉）
- 刺青 BLUE TIGER（薬剤師）
- インディ・ジョーンズ/魔宮の伝説（カオ・カン）※旧ソフト版
- インディ・ジョーンズ/最後の聖戦（保安官）※日本テレビ版
- イントゥ・ザ・ミッション（スポンジ〈ダニー・グローヴァー〉）
- インフェルノ（ジョン）※TBS版
- ウィロー（ミーゴッシュ〈デヴィッド・スタインバーグ〉）※ソフト版
- ウィンブルドン（エドワード・コルト〈バーナード・ヒル〉）
- ウェインズ・ワールド（アリス・クーパー、ロン・パクストン）
- ウォール・オブ・アッティカ/史上最大の刑務所暴動（ワイスバッド〈フレデリック・フォレスト〉）
- ウォール街（チャッキー、パノス）※フジテレビ版
- ウォンテッド（チャーリー・ヒギンズ、アブドゥール・レンザ）
- ウルフ（ウェイド刑事、ゲイリー）※ソフト版
- エース・ベンチュラ（エミリオ）
- 永遠のマリア・カラス（エステバン・ゴメス）
- 英雄の条件（ビン・リー・カオ大佐）※フジテレビ版
- エイリアン2（ドレイク〈マーク・ロルストン〉）※DVD・VHS版
- エクスペリメント（レーバー教官）
- エグゼクティブ・コマンド（ディーノ〈ティム・アベル〉）※フジテレビ版
- エクセプション/殺意のダイヤモンド（ローレンス・ケラーマン〈ウィリアム・ディヴェイン〉）
- エクソシスト（チャック）※日本テレビ版
- エクソシスト3（学長〈リー・リチャードソン〉）※フジテレビ版
- エゴイスト（トバイアス・オルコット〈ジェームズ・コバーン〉）
- SF地底からの侵略/無差別襲撃!戦慄の殺人有機ガス（スタン）
- SF謎の宇宙船遭遇（ゴードン・ケイン〈ロバート・ヴォーン〉）
- エッジ・オブ・ダークネス（ホイールズ〈ビル・カーシェンバウアー〉）
- F/X2 イリュージョンの逆転（被告、刑務官、警官1）※VHS版
- L.A. ギャング ストーリー（マックス・ケナード巡査〈ロバート・パトリック〉）
- L.A.コンフィデンシャル（ブレッド・チェイス〈マット・マッコイ〉、カーライル）※ソフト版
- エントラップメント（ハース〈ケヴィン・マクナリー〉）※ソフト版
- エンドレス・ラブ（ビリー〈トム・クルーズ〉）※日本テレビ版
- オーガズモ（マックス・オービソン）
- オーシャンズ・ウォー（ウィリアム・スノー大尉〈エリック・ロバーツ〉）
- オードリー・ヘプバーン（ピーター・ボグダノヴィッチ〈本人〉[69]）
- オーバーキル（コロナル）
- 追いつめられて（ゲイツ〈ジョン・ダキーノ〉）※テレビ朝日版
- 黄金の七人（アルフレッド〈モーリス・ポリ〉）※テレビ東京版
- 狼男アメリカン（酒場の青年、タクシー運転手）
- 狼 男たちの挽歌・最終章（エディ）※ソフト版
- 狼たちの処刑台（ハリー・ブラウン〈マイケル・ケイン〉）
- 狼たちの鎮魂歌（カルミネ・ガランテ）
- 狼どもの戦場（クライン〈マンフレッド・レーマン〉）
- オスカー（ソーントン・プール博士〈ティム・カリー〉、ヴァン・リーランド）
- オフビート（ピート〈ジョー・マンテーニャ〉）※テレビ東京版
- オペレーション（ジャン＝ジャック・グラニアンスキー〈クリスチャン・クラヴィエ〉）
- 俺たちは天使じゃない（保安官助手〈ブルーノ・カービー〉）
- 女と女と井戸の中（ロッド・ボーダーン）
- ガーディアン/森は泣いている（アラン・シェリダン）※VHS版
- カジュアリティーズ（ブラウン〈エリック・キング〉）※ソフト版
- カットスロート・アイランド（トロッター〈アンガス・ライト〉）※フジテレビ版
- カナディアン・エクスプレス（ジャック・ウートン）※ソフト版
- カムバック!（ロン・パーフィット〈イアン・マクシェーン〉）
- 仮面秘書（エリック・ブラッドフォード〈バリー・ボストウィック〉）
- カラーズ 天使の消えた街（ベイリー〈サイ・リチャードソン〉、囚人4、委員1）
- ガルガメス（ウィリアム）
- カンパニー・オブ・ヒーローズ バルジの戦い（グリューネヴァルト博士〈ユルゲン・プロホノフ〉）
- 頑張れフリッパー（クランペット）
- がんばれ!ベンチウォーマーズ（レジー・ジャクソン、K.I.T.T.〈ウィリアム・ダニエルズ〉）
- ガン・ホー（ポ－ル〈クリント・ハワード〉）
- 危険な関係
- 危険な情事（チャック）
- キスへのプレリュード（フレッド叔父さん）※ソフト版
- キッド（ヴィヴィアン〈マシュー・ペリー〉、ジョッシュ、ニック・チンランド）
- キバリーヒルズ・コップ（トニー・シャーマン）
- キャット・ピープル（イェートマン・ブリューワー）※ソフト版
- キャノンズ（ウェスキット〈レオン・リッピー〉、ガーバー〈トビン・ベル〉）
- キャプテン・ロン（ドナルドソン〈ポール・アンカ〉）
- キャリー2（ウォルシュ〈スティーヴン・フォード〉）
- キャンディマン（バーク医師）
- Q&A（ホセ・マルピカ、トニー・ヴァスケス）※ソフト版
- キューティ・ツインズ/シュートをねらえ!（校長先生〈サム・ダルトン〉）
- 恐怖の報酬（ビル・オブライエン〈ウィリアム・タッブス〉）※テレビ東京版
- 虚栄のかがり火（レイ・アンドレッティ、ボリス・コーラフ）
- 銀河伝説クルール
- キングコング ※日本テレビ版
- キングサイズ（ワズ〈マチェイ・コズラウスキー〉）
- クイズ・ショウ（ダン・エンライト〈デヴィッド・ペイマー〉）
- 蜘蛛女（ジョーイ）※ソフト版
- クライム & ダイヤモンド（マイコー〈リチャード・ドレイファス〉）
- クライモリ デッド・リターン（チャベス〈テイマー・ハッサン〉）
- クラッシュ!!!（マニー）
- グラン・トリノ（ティム・ケネディ、ダレル）
- クリープショー（ハンク・ブレイン〈エド・ハリス〉、チャーリー・ガーソン）
- クリスティーン（マイケル・カニンガム）※テレビ朝日版
- クリスマス・キャロル（ボブ・クラチット〈デビッド・ワーナー〉）
- クリフハンガー（ライアン、FBIマセスン捜査官）※ソフト版
- グレート・ブルー（ノヴェリ〈セルジオ・カステリット〉）※テレビ朝日版
- クレイジー・ピープル（ドラッカー〈J・T・ウォルシュ〉）
- グレムリン（モロー医師、ジョーンズ〈チャック・ジョーンズ〉）※ソフト版
- グレムリン2 新・種・誕・生 ※ソフト版
- 黒馬物語 ブラックビューティー（グレイ〈ショーン・ビーン〉）
- クロコダイル・ダンディー（トレヴァー）※フジテレビ版
- クロコダイル・ダンディー2（ホセ〈ルイス・ガスマン〉）※ソフト版、（デニング、DEA捜査官〈スティーヴン・ルート〉）※フジテレビ版
- クンドゥン（パラ侍従長）
- ケーブルガイ（エリック・ロバーツ）
- ゲーム・オブ・デス（スミス〈ロバート・デヴィ〉）
- 刑事ジョー ママにお手あげ（トニー〈ジョン・ウェズリー〉）
- 刑事ジョン・ブック 目撃者（ファーギー〈アンガス・マッキネス〉）※フジテレビ版
- 刑事ニコ/法の死角（チチ・ラモーネ・テスタメンテ、ゼーガンの側近）※TBS版、（オハラ巡査）※テレビ朝日版
- 刑事ハンサム（ケンダ警部補〈ジョー・ケンダ〉）
- 汚れなき瞳の中に（サンダース〈トム・バウアー〉）
- 激突!キョンシー小僧VS史上最強のカンフー悪魔軍団（村長）
- ゲッティング・イーブン（アレックス・セランスキー）
- ゲット・リッチ・オア・ダイ・トライン（祖父〈サリヴァン・ウォーカー〉）
- ゴースト/ニューヨークの幻（銀行の同僚）※ソフト版
- ゴーストバスターズ（看守〈レジナルド・ヴェルジョンソン〉、ラリー・キング）※フジテレビ版
- ゴーストバスターズ2（最初の警官）※テレビ朝日版、（ジャック・ハードメイヤー〈カート・フラー〉）※機内上映版
- コードネームはファルコン
- コールド・ブラッド/殺しの紋章（バンキー・コモ〈デニス・ファリーナ〉）
- 恋のゆくえ/ファビュラス・ベイカー・ボーイズ（ヘンリー）※機内上映版
- 豪華客船ゴライアス号の奇跡（ジェフ・セルカーク中佐〈ロバート・フォスター〉）
- 声なき殺人者（ローラント〈アラン・スコット〉）
- GODZILLA（知事）※ソフト版
- コットンクラブ（マイク・コッポラ）※TBS版
- コナン・ザ・グレート（レクソール〈ベン・デヴィッドソン〉）※日本テレビ版
- コマンドー（フォレスタル）※テレビ朝日版
- コマンドー軍団2（ヴェニテス将軍）
- ゴリラ（フランク）※TBS版
- 殺したい女（サムの家の警官、ステレオ店の客）
- 殺しのドレス（リヴィ医師〈デヴィッド・マーギュリーズ〉）※ソフト版、（テッド）※テレビ朝日版
- コン・エアー（クレイジー・ビリー〈ニック・チンランド〉）※ソフト版
- コンフィデンス（ルイス〈ロバート・パイン〉）
- コンフェッション（ジーン・ジーン・ザ・ダンシング・マシーン）
- 13デイズ（カーティス・ルメイ〈ケヴィン・コンウェイ〉）※ソフト版
- サイクロンZ（マフィアのボス〈ジェームス・ティエン〉、マフィア〈ラム・ウェイ〉）
- サイバーロボ（ラリー・ガリーノ一等兵）
- サイボーグコップ（ステックマン博士）
- 西遊記リローデッド（玉皇大帝〈リュー・チャーフィー〉）
- 再来!キョンシーズ（強盗）
- ザ・インターネット（アラン・チャンピオン〈デニス・ミラー〉）※フジテレビ版
- ザ・キープ（リュッツ〈ジョン・ヴァイン〉）
- 策謀のシナリオ（マキシモフ）
- ザ・クライアント 依頼人（ジャック・ナンス〈ジョン・ディール〉、患者）※ソフト版
- ザ・スタンド（ミゲル・オルネガ博士）
- ザ・デイ・アフター
- ザ・テロリスト 少女戦士マッリ（指揮官）
- ザ・トレンチ（塹壕）（テルフォード・ウィンター軍曹〈ダニエル・クレイグ〉）
- ザ・ビジター（ジェイク・ダーハム〈グレン・フォード〉）
- ザ・ファン（バーニー〈カート・フラー〉）※ソフト版
- ザ・フライ2 二世誕生（セス・ブランドル〈ジェフ・ゴールドブラム〉）※ソフト版
- ザ・フラッシュ2/超音速のSFヒーローに謎の怪人が逆襲（バロウズ〈ヴィト・ダンブロシオ〉）※テレビ朝日版
- ザ・リベンジャー（ハーラン〈マイケル・ボーウェン〉）
- サルバドル/遥かなる日々
- サンダー/怒りの復讐
- サンダーバード 劇場版 ※VHS版
- サンダーハート（リチャード・イエロー・ホーク）
- サンタクロース ※テレビ朝日版
- サンタクローズ（オハラ〈クリス・ベンソン〉）
- 3人のゴースト（役員）
- G.I.ジェーン（軍参謀総長〈ジョン・マイケル・ヒギンズ〉）※フジテレビ版
- シー・オブ・ラブ（レイモンド・ブラウン、黒人〈サミュエル・L・ジャクソン〉）※ソフト版
- ジーザス（シモン・ペテロ）
- シーズ・ソー・ラヴリー（ロレンゾ・ピルチョウ〈バート・ヤング〉）
- シアターの怪人（タイラー・ジェスマン〈カルロ・ロタ〉）
- シェーン（フレッド・ルイス〈エドガー・ブキャナン〉）※スター・チャンネル版
- JM（J・ボーン〈アイス-T〉）
- ジェイコブス・ラダー（ポール〈プルイット・テイラー・ヴィンス〉）※日本テレビ版
- ジェシカ/妖次元の誘惑（ラリー・フェリス、フランク・ステップソン）
- ジェネックス・ゾンビ（シェク署長〈ホイ・シウミン〉）
- ジェロニモ（マンガス〈ロドニー・A・グラント〉）
- 地獄の黙示録（サンディエゴのマイク）※日本テレビ版
- シティ・オブ・ジョイ（ラム）
- 7月4日に生まれて（中尉〈デヴィッド・ウォーショフスキー〉）※テレビ朝日版
- 七福星（殺し屋〈チュン・ファト〉、リウ〈ジェームス・ティエン〉）
- 死にゆく者への祈り（フレッド・ヴァーレー）
- シマロン（リッキー）
- ジム・ヘンソンのウィッチズ/大魔女をやっつけろ!（ルークの父）
- ジャッカル（ガッツィ・ムラド〈ラヴィル・イシヤノフ〉）※日本テレビ版
- ジャック・ザ・リッパー（ジェームズ・モンロー警視）
- シャドー・チェイサー2（ジョン・オハラ）
- 上海ブルース（ビッグ・ボス〈ラン・コン〉）
- 13日の金曜日PART3（ロコ〈ケヴィン・オブライエン〉）
- ショーガール（フィル・ニューカーク）
- ジョージ（リチャード・コールドウェル〈ジャッジ・ラインホルド〉）
- ジョーズ2（アンドリュース）※日本テレビ版
- ジョーズ'87 復讐篇（クラレンス）※テレビ朝日版
- ジョーズ・アタック2（スティーヴンス）
- ショート・サーキット（デューク）
- シルバー・ブリット/死霊の牙（保安官助手〈デヴィッド・ハート〉）
- 白と黒のナイフ（テッド・フィッツパトリック）
- 死を呼ぶスキャンダル（テッド・セリグソン〈ダブニー・コールマン〉）
- 新キョンシーズ（ザオ）
- スーパーガール（エディ〈マット・フリューワー〉）
- スーパーストーム（レイモンド・アードモア所長）
- スーパー念力マン（マックス〈チェビー・チェイス〉）
- スーパーマン（ハリー刑事、ヘイリー軍曹）※テレビ朝日旧録版
- ズールー大戦争（サルタン国陛下〈オマル・シャリーフ〉、ンゴロ）
- スウィーニー・トッド（ラトリッジ少佐）
- スウォーズマン 剣士列伝（林震南）
- スカーフェイス（シェフィールド〈マイケル・オールドレッジ〉）※ソフト版
- スカーレット&ブラック（レス・テイト伍長）
- スカイ・ハイ（モリー・グロース〈ヒュー・キース・バーン〉）
- スカイホーク 鷹拳（レオ〈カーター・ワン〉）
- スカウト（ジョージ・スタインブレナー）
- スクリーマーズ（ベッカー）※フジテレビ版
- スズメバチ ※テレビ東京版
- スター・ウォーズ エピソード4/新たなる希望（タンブリス中尉）※日本テレビ版2
- スタンドアップ（ハルステッド判事〈ジョン・アイルワード〉）
- スティール/鋼鉄の救世主（ジョー〈リチャード・ラウンドトゥリー〉）
- スネーク・アイズ（CJ）※ソフト版
- スノーホワイト（ポック）
- スピーシーズ2（カーター・バージェス〈ジョージ・ズンザ〉）※フジテレビ版
- スピーシーズNEO（ヴァンデンバーグ将軍）
- スペース・サタン（ジェームズ〈ダグラス・ランバート〉）※フジテレビ版
- スペースバンパイア ※テレビ朝日旧録版
- すべての美しい馬（ラウル署長〈ジュリオ・オスカー・メチョソ〉、コール〈ロバート・パトリック〉）
- スモーキン・エース/暗殺者がいっぱい
- 300 〈スリーハンドレッド〉 〜帝国の進撃〜（老いた評議員）
- スリーメン&ベビー（サッチ〈アール・ハインドマン〉）※フジテレビ版
- セカンド・チャンス（ビーズリー〈オリヴァー・リード〉）
- セブン（脂ぎったFBI捜査官、図書館の警備員）※テレビ朝日版
- 17 セブンティーン（ダニー・ホーガン）
- 0011ナポレオン・ソロ2（セフェラン〈アンソニー・ザーブ〉）
- 戦火の勇気（ジョエル・ウォールデン〈ケン・ジェンキンス〉）※フジテレビ版
- 洗脳（コックス巡査〈スティーヴ・レイルズバック〉）
- 戦慄の狼男（アーロン・ウィタカー〈デビッド・ジャンセン〉）
- 続・恐竜の島（グラハム少尉）※日本テレビ版
- 訴訟（アンソニー・パトリコーラ）
- その名にちなんで（ゴーシュ）
- 空の大怪獣Q（マーレイ警部補〈ジェームズ・ディクソン〉）
- ゾンビコップ（ロジャー・モーティス刑事〈トリート・ウィリアムズ〉）
- ダーク・アベンジャー/暗闇からの復讐者（ピーター・キングホーン〈ロバート・ヴォーン〉）
- ダークマン（スキップ）※VHS版
- ターゲット（クレイ〈ガイ・ボイド〉）
- ダーティ・ダンシング（マジシャン）※フジテレビ版
- ダーティ・ボーイズ（ダリル・ジェントリー〈ザンダー・バークレー〉）
- ターミナルフォース/叛逆のサイバーコップ（サミュエル・ワシントン〈ヴァーノン・ウェルズ〉）
- ターミナル・ベロシティ（ブラッド）※テレビ朝日版
- ターミネーター（男性客2）※テレビ朝日版、（男性客3、警官）※VHS版
- ターミネーター2（トッド〈ザンダー・バークレー〉）※ VHS・DVD版、（マイルズ・ベネット・ダイソン〈ジョー・モートン〉）※フジテレビ版
- ダイアリー・オブ・ザ・デッド（アンドリュー教授〈スコット・ウェントワース〉）
- 大逆転（バーテンダー〈ビル・コッブス〉）※フジテレビ版
- 大狂乱（バーニー・ゴールド〈リチャード・ブラッドフォード〉）
- ダイ・ハード（カール〈アレクサンドル・ゴドゥノフ〉）※フジテレビ版
- ダイ・ハード2（ガーバー〈ドン・ハーヴェイ〉）※テレビ朝日版
- タイムコップ ※テレビ朝日版
- タイムズ・スクエア（サイモン〈J・C・クイン〉）
- 太陽の雫（フォルガッシュ伯爵）
- ダウンドラフト（ルディ）
- 多重人格（チャールズ・ダフィ〈ジョシュ・テイラー〉）
- 黄昏のチャイナタウン（ローチ警部補〈デヴィッド・キース〉）
- タッカー（ジミー・サクヤマ〈マコ岩松〉）
- ダニエル・スティール/ある愛のかたち（ハワード）
- TABOO タブー（フィリップ・ダグロム〈バック・ヘンリー〉、リトヴァック医師〈ダニエル・フォン・バーゲン〉）
- 007シリーズ
  - 007/死ぬのは奴らだ（ストラッター）※TBS新録版
  - 007/ムーンレイカー（ドラックスの技術者）※TBS版
  - 007/オクトパシー（ビジャイ〈ビジャイ・アムリトラジ〉）※TBS版
  - 007/美しき獲物たち（ゾリンの客）※TBS版
  - 007/リビング・デイライツ（ソンダース）※TBS版
  - 007/消されたライセンス（ラスムセン）※TBS版、（エド・キリファー〈エヴェレット・マッギル〉、ジョー・ブッチャー博士〈ウェイン・ニュートン〉）※ANA機内上映版
- ダブルタップ（ヤン）
- ダブルチーム ※テレビ朝日版
- ダブル・ビジョン（フィル）
- ダンシング・ヒーロー（クラリー）
- ダンス・ウィズ・ウルブズ（スパイビー、ペッパー軍曹）※ソフト版
- ダンス オブ テロリスト（メリノ局長）
- チーター 三人とチーター友情物語（デヴィッド）
- 小さな命が呼ぶとき（エリック・ローリング〈パトリック・ボーショー〉）
- 地球が燃えつきる日（ロックマン〈マイケル・コプサ〉）
- チャイナレイク殺人事件（ドネリー〈マイケル・パークス〉）
- チャイルド・コレクター/溺死体（パディ・フリン）
- 沈黙の戦艦（ドーマー〈コルム・ミーニイ〉）※ソフト版
- 2ガンズ（テューウェイ〈フレッド・ウォード〉）
- ツインズ（アル・グレコ〈デヴィッド・カルーソ〉）※ソフト版
- ツイン・ドラゴン（クワン〈カーク・ウォン〉）※ソフト版
- 翼があるなら（イポリート〈バート・ヤング〉）
- ディープ・インパクト2008（クリント・コービン）
- ディープ・エンド（ジャック・ホール〈ピーター・ドゥナット〉）
- T-レックス（アトキンス、アレックス）
- ディスクロージャー（ジョン・レヴィン）※テレビ朝日版
- ディック・トレイシー（パット・パットン）
- ディトネイター（ブリックランド〈スタン・ショウ〉）
- デイライト ※テレビ朝日版
- 敵、ある愛の物語（ベニー）
- テキサスSWAT
- デス・ハント（ジョージ・ワシントン・リンカーン・“サンドッグ”・ブラウン〈カール・ウェザース〉）
- デビル・ストレンジャー（フランク警部補〈ミューズ・ワトソン〉）
- デューン/砂の惑星（声B）※日本テレビ版
- デリンジャー（リード・ヤングブラッド〈フランク・マクレー〉）※テレビ東京版
- 天と地（アイン）
- トータル・フィアーズ（ラシター大将〈ジョン・ビーズリー〉）※ソフト版
- トータル・リコール（トニー〈ディーン・ノリス〉）※テレビ朝日版
- トイ・ソルジャー（クレーマー将軍〈R・リー・アーメイ〉）※VHS版
- トゥームレイダー2（ガス・ペトラキ）※ソフト版
- 12モンキーズ（動物学者〈サイモン・ジョーンズ〉）※フジテレビ版
- トゥルー・ロマンス（リー・ドノウィッツ〈ソウル・ルビネック〉）※ソフト版
- ドク・ソルジャー/白い戦場（シューター・ポラスキ）※ソフト版
- ドクター・ドリトル2（ダフ判事、オスの亀〈トム・ケニー〉）※テレビ朝日版
- トップガン（ヴィンス）※フジテレビ版
- トップ・ランナー（エルンスト・ハーゲマン〈スティーヴン・バーコフ〉）
- ドラキュリアン（ドラキュラ伯爵〈ダンカン・レガー〉）
- ドラゴンキッド・少女戦士'88（ウェイ〈ディック・ウェイ〉）
- ドラゴン電光石火'98（カドゥーサ）
- トラブル・バスター（ノリンジャー〈ミカエル・ドルーカー〉、刑事）
- ドレスの下はからっぽ（ジョルジュ・ザノーニ）
- ナイトキル（ウェンデル〈マイク・コナーズ〉）
- ナイトライフ（ジョン〈アンソニー・ギアリー〉）
- ナバロンの要塞（ブラウン無線兵〈スタンリー・ベイカー〉）※TBS版
- ナポリと女と泥棒たち（アゴーニャ〈ウーゴ・ファンガレッジ〉）※テレビ東京版
- 2010年（ウォルター・カーナウ博士〈ジョン・リスゴー〉）※TBS版
- 2番目のキス（ダグ・ミークス〈ジェームズ・シッキング〉）
- ニューオーリンズ・トライアル（ハーマン・グライムズ、プラスキー）※機内上映版
- ニューヨークの恋人（オーティス〈フィリップ・ボスコ〉）※ソフト版
- ネイビー・シールズ
- ネバー・ダイ・アローン（ワトキンス・ウォーターズ〈アート・エヴァンス〉）
- ノーマンズ・ランド（ジョーズ）※テレビ朝日版
- 農場の死（エドガー・ギャレット〈ウォーレン・クラーク〉）
- ノック・オフ（キャリントン大佐）※テレビ東京版
- バーチャル・ウォーズ（ハロルド・パーケット）
- バード・オン・ワイヤー（デックス）※ソフト版
- ハード・スキャンダル（オーガスティン）
- ハード・トゥ・キル（マックス・クェンテロ〈ブランスコム・リッチモンド〉）※テレビ朝日版
- ハートブレイク・リッジ 勝利の戦場（ロイ・ジェニングス〈ボー・スヴェンソン〉）※TBS版
- パーフェクト・カップル（リチャード・ジェモンズ〈ビリー・ボブ・ソーントン〉）
- パーフェクト ストーム（ジェレミー・ミッチェル軍曹〈ダッシュ・ミホク〉、ダグラス・コスコ）
- ハーレム・ナイト（ジミー、カーティス、リングアナウンサー）※ソフト版
- バイオニック・ジェミー 蘇った地上最強の美女（サンチャゴ〈テリー・カイザー〉）
- 陪審員 ※ソフト版
- ハイスクール・ドリーム（デイル）
- ハウスゲスト/あんただ〜れ?（ポーリー・ガスペリーニ〈ポール・ベン＝ヴィクター〉）
- バカルー・バンザイの8次元ギャラクシー（ローハイド〈クランシー・ブラウン〉）
- バック・トゥ・ザ・フューチャーシリーズ
  - バック・トゥ・ザ・フューチャー（ゴールディー・ウィルソン〈ドナルド・フュリラブ〉）※ソフト版
  - バック・トゥ・ザ・フューチャー PART2（イトー・フジツー、謎の一家〈父〉）※ソフト版
  - バック・トゥ・ザ・フューチャー PART3（酒場の老人2〈ハリー・ケリー・ジュニア〉）※日本テレビ版
- バックドラフト（グリンドル）※テレビ朝日版
- ハックフィンの大冒険（エイブ・ターナー）
- バットマン（ニック）※テレビ朝日版
- バットマン リターンズ（市長〈マイケル・マーフィー〉）※ソフト版
- バットマン フォーエヴァー（銀行の守衛〈ジョー・グリファシ〉）※ソフト版
- バットマン ビギンズ（ローブ〈コリン・マクファーレン〉）※日本テレビ版
- パトリオット・ゲーム（ロバート・ハイランド警部補）※フジテレビ版
- パトリス・ルコントの大喝采（シャピロン〈ミシェル・ブラン〉）
- バトルガンM‐16（ジョジョ・ロス、ジーノ）
- バトルランナー（キャプテン・フリーダム〈ジェシー・ベンチュラ〉）※フジテレビ版
- パニック・イン・スタジアム（スティーブ〈デヴィッド・ジャンセン〉）※テレビ東京版
- ハネムーン・イン・ベガス（バディ・ウォーカー〈トニー・シャルーブ〉）
- ハリウッドにくちづけ（ジョー・ピアース〈ロブ・ライナー〉）
- ハリケーン・チェイサー（ダニエル・プラット）
- パリ警視J（シモン警部〈ロジェ・デュマ〉、コック）
- 張り込み（ジャック〈フォレスト・ウィテカー〉）※日本テレビ版
- ハンティング・パーティ（フランクリン・ハリス〈ジェームズ・ブローリン〉、フォックス）
- ピースメーカー（ディートリッヒ・シューマッハ）※ソフト版
- PTU（肥祥叔）
- ピザボーイ 史上最凶のご注文（フィッシャー氏）
- 美女と野獣（ルドヴィック〈ミシェル・オークレール〉）※TBS版
- ビッグ・ビジネス（マイケル〈バリー・プリマス〉）※テレビ東京版
- 必殺処刑チーム（サリー〈ダニー・グローヴァー〉）
- 必殺マグナム（サンタナ、トニー・ヴィンチェンゾ）
- ヒッチャー（ドッジ巡査）
- 瞳が忘れない/ブリンク（トーマス・リッジリー〈ジェームズ・レマー〉）
- ビバリーヒルズ・コップ ※テレビ朝日版
- ビバリーヒルズを乗っ取れ!（ヒーリー署長）※VHS版
- 評決（グルーバー医師）
- ピラニア（デヴィッド）
- ビルとテッドの大冒険（ベートーベン）
- ピンク・キャデラック（リッキーZ〈ジェフリー・ルイス〉）※TBS版
- フーズ・ザット・ガール（ドイル刑事）
- ブーメラン（トッド、フランス人）※ソフト版
- ファイナル・オプション（アイラ・ポッター将軍〈ロバート・ウェッバー〉、ライアン〈ノーマン・ロドウェイ〉）※ソフト版、（ヘイゲン大尉〈ボブ・シャーマン〉、ポープ〈ナイジェル・ハンフリーズ〉）※テレビ朝日版
- フィールド・オブ・ドリームス（マーク）※DVD版
- フィラデルフィア・エクスペリメント（整備士〈グレン・モーシャワー〉、ボイヤー巡査、マンデル）※フジテレビ版
- 風雲 ストームライダーズ（剣聖〈アンソニー・ウォン〉）
- フェア・ゲーム（マイヤーソン警部補〈クリストファー・マクドナルド〉）
- フェイス・イン・ラブ（ゾラの父親〈ジョン・ビーズリー〉）
- 42 〜世界を変えた男〜（バート・ショットン）
- 普通じゃない（メイヒュー〈イアン・マクニース〉）※テレビ朝日版
- フライボーイズ（ウィリアムの父、スキナーのトレーナー）
- フライング・キッズ（ピータース）
- フライングハイ（バスタ〈フランク・アシュモア〉）
- ブラウンズ・レクイエム（キャスカート〈ブライオン・ジェームズ〉）
- プラダを着た悪魔（アーヴ・ラヴィッツ）※ソフト版
- フラッシュ・ゴードン（フィコ〈リチャード・オブライエン〉）※テレビ朝日版
- プランサー トナカイの贈り物（ハーブ〈マーク・ロルストン〉）※VHS・LD版
- プリズン・ダウン（ハーディング〈ダニー・グローヴァー〉）
- プリティ・ウーマン（刑事〈ハンク・アザリア〉）※ソフト版
- プリティ・プリンセス（パオロ〈ラリー・ミラー〉、サンフランシスコ市長）
- プリティ・プリンセス2/ロイヤル・ウェディング（パオロ〈ラリー・ミラー〉）
- フリントストーン/モダン石器時代（スレート社長〈ダン・フロレク〉、公開捜査番組の司会者〈ジェイ・レノ〉）
- ブルーサンダー（フレッチャー）※ソフト版
- ブルースチール（スタンレー・ホイト部長〈ケヴィン・ダン〉）※VHS版
- プルーフ・オブ・ライフ（イアン・ハーヴェイ〈マイケル・キッチン〉）
- ブルー・レクイエム（ベルナール〈フランソワ・ベルレアン〉）
- フル・ブラッド（ホンチン〈フィリップ・コク〉）
- ブルベイカー（ウッドワード〈M・エメット・ウォルシュ〉）
- プレイバック（ピエール・モンゴルフィエ〈セルジュ・レジアニ〉）
- プレタポルテ（クリント・ラムロー〈ライル・ラヴェット〉）
- ブロークン・アロー（ベアード国防省長官〈カートウッド・スミス〉）※ソフト版
- プロジェクトA2 史上最大の標的（警部補）※ソフト版
- プロジェクトS（ロジャー・デヴィッドソン）
- ブロス/やつらはときどき帰ってくる（カール・ミューラー〈ウィリアム・サンダーソン〉）※テレビ東京版
- ペインテッド・デザート タフ劇場版（ジョニー〈フランク・シベロ〉）
- ヘヴンズ・バーニング（ジョナ）
- ベガス・バケーション（ジリー〈ジェリー・ワイントローブ〉）
- ペナルティ・パパ（マイク・ディトカ）
- ペネロピ（ヴィンダーマン）
- BELLY 血の銃弾（牧師）
- ペリカン文書（ギャヴィン・ヴァーヒークFBI顧問〈ジョン・ハード〉）※テレビ朝日版
- ヘレンとフランクと18人の子供たち（シャーマン司令官〈リップ・トーン〉）
- 変態村（バルテル）
- ペンタグラム/悪魔の烙印（マッザ）※VHS版
- ホーム・アローン2（ベネット巡査）※フジテレビ版
- ボーン・ワイルド サバンナに生きて（J.V.〈ジョン・ヴァーティ〉）
- ボクの彼女は地球人（ウッディ〈マイケル・マッキーン〉）
- 星の王子 ニューヨークへ行く（Tシャツ売り）※ソフト版
- ポセイドン・アドベンチャー2（カストープ）※TBS版
- ボディガード（トニー・シペリ〈マイク・スター〉）※フジテレビ版
- ボディ・ターゲット ※ソフト版
- 炎の少女チャーリー（キャップ・ホリスター〈マーティン・シーン〉）
- 炎の戦線エル・アラメイン（大佐）
- ボブ★ロバーツ（チェット・マグレガー〈レイ・ワイズ〉）
- ポリスアカデミー3 全員再訓練!（カイル・ブランクス）
- ポリスアカデミー5 マイアミ特別勤務（ハースト本部長）※ソフト版
- ポリスアカデミー6 バトルロイヤル（ハースト本部長）※ソフト版
- ポリス・ストーリー/香港国際警察（トム・クウ〈チュー・ヤン〉[70]）※ソフト版
- ポリス・ストーリー2/九龍の眼（チュウ・タオ）※DVD・BD版
- ホワイトハンター ブラックハート（トム・ハリソン）
- ボンベイ・トーキー/愛と憎しみの日々（ハリ〈ジア・モヒーディン〉）
- マーヴェリック（ユージーン〈ジェフリー・ルイス〉）※ソフト版
- マーキュリー・ライジング ※テレビ朝日版
- マイ・ビッグ・ファット・ウェディング（タキ）
- マイ・ビューティフル・ジョー（ラリー）
- マイ・プライベート・アイダホ（リチャード・ウォーターズ〈ジェームズ・ルッソ〉）
- マイ・フレンド・フランケン（ローマン教授〈ラリー・ミラー〉）
- マイ・ボディガード（ミゲル・マンザーノ〈ジャンカルロ・ジャンニーニ〉）※機内上映版
- マキシマム・リスク ※テレビ朝日版
- 魔女は16才（アルモンド）
- マスター・アンド・ウォリアー（エビニーザー〈パトリック・マラハイド〉）
- マック（ミドミル〈ヴィニー・トレンテ〉）※機内上映版
- 抹殺者（ハミッド〈マクラム・ホーリー〉）
- マネー・トレイン（ブラウン）※ソフト版
- マネー・ピット（アート・シャーク〈ジョー・マンテーニャ〉）※TBS版
- マルコヴィッチの穴（マーティン船長、ジョンソン・ヘイワード）
- マン・オン・ザ・ムーン（ジェリー・ローラー、バド・フリードマン）
- ミーシャ・バートンの Sex in Ohio（ウェイン〈ダニー・デヴィート〉）
- ミシェル・ヴァイヨン（会長、ルネ）
- Mr.エンジェル/神様の賭け（フリーボディ〈マイケル・オールドレッジ〉）
- ミスター・サンタを探して
- ミスター・ロビンの口説き方（ミンジョンの父）
- ミッシング（パリス、ロハス警部）※ソフト版
- ミュータント・タートルズ（ピザ配達員）※VHS版
- ミュータント・ニンジャ・タートルズ2 ※ソフト版、劇場公開版
- ミレニアム/1000年紀（ロジャー・キーン〈モーリー・チェイキン〉）
- 無名家族/復讐の狼たち（部長）
- 名犬ラッシー（マーレイ裁判長〈ロバート・ハーディ〉）
- メガフォース（ザック〈ラルフ・ウィルコックス〉）
- めぐり逢う大地（バーン〈トム・マッカマス〉）
- メジャーリーグ2（ロジャー・ドーン〈コービン・バーンセン〉）
- メル・ブルックスの大脱走（ラトコフスキー〈ジョージ・ワイナー〉、ドイツ兵1、ドイツ兵19）
- メンフィス・ベル（ブルース・デリンジャー大佐〈ジョン・リスゴー〉）※テレビ版
- 猛獣大脱走
- モスクワ・ゼロ（トルストイ）
- モディリアーニ 真実の愛（マックス・ジャコブ〈ウド・キア〉、ルノワール）
- やかまし村の子どもたち（オスカル）※ソフト版
- やかまし村の春・夏・秋・冬（オスカル）
- 野獣女戦士アマゾネス・クイーン（ストライモン）
- 野獣教師（クラウド・ローレイ校長〈アーニー・ハドソン〉）※VHS版
- ヤンクス（ジョン〈ウィリアム・ディヴェイン〉）
- ユー・ガット・メール（ケビン・スキャンロン〈デイヴ・シャペル〉）※フジテレビ版
- 勇気ある追跡（ファレル）※テレビ朝日版
- ユニバーサル・ソルジャー ※ソフト版
- 夢のサーフシティー（ジャッカル〈ウルフマン・ジャック〉）
- 夜が明けるまで（ドーラン〈ブルース・ダーン〉）
- 夜の訪問者 ※日本テレビ版
- 40歳の童貞男（ジョー）
- 48時間PART2/帰って来たふたり ※日本テレビ版
- ライオンと呼ばれた男（ヴェルヌ弁護士）
- ライオンハート（ラッセル〈ブライアン・トンプソン〉）※ソフト版
- ライディング・ザ・ブレット（システク医師）
- ライトスタッフ（ヴァージル・グリソム〈フレッド・ウォード〉）
- ラヴァーズ&ドラゴン（ロク・メイバ〈ホイ・シウホン〉）
- ラストスクリーム（ハリー〈チャールズ・ネイピア〉）
- ラスト・ボーイスカウト（マイク・マシューズ〈ブルース・マッギル〉）※フジテレビ版
- ラッセル 奇跡の始まり（TJ〈フレッド・ウィラード〉）
- ラパ・ニュイ/モアイの謎（ハオア〈ザック・ウォレス〉）
- ラスト・レター（ドン医師〈クルー・ギャラガー〉）
- ランボー（バルフォード〈マイケル・タルボット〉）※TBS版
- RE-ANIMATOR 死霊のしたたり3（ブランド所長）
- リコシェ（エリオット・フロイド本部長）※VHS版
- リバイアサン（ヘリパイロット）※テレビ朝日版
- リバウンド（NCBA副会長〈マーシャル・ベル〉）
- ル・ジタン（弟のリナルディ）
- ルトガー・ハウアー 処刑脱獄（ボブ・コーベット）※テレビ東京版
- 霊幻道士2 キョンシーの息子たち!（アークアの友人〈ウー・マ〉）
- 霊幻道士3 キョンシーの七不思議（招待客〈ユン・ケイ〉）
- レイダース/失われたアーク《聖櫃》（サティポ〈アルフレッド・モリーナ〉）※ソフト版
- REC/レック（警官）
- RED/レッド（ガブリエル・シンガー〈ジェームズ・レマー〉）
- レッド・コーナー 北京のふたり（ボブ・ゲリー〈ブラッドリー・ウィットフォード〉）
- レッド・スコルピオン（エラーノ）※ソフト版
- レッドストーム（クルーガー）
- レッド・スノー（ジャツオ、ツェン機長）
- レッドブル（ギャラガー〈リチャード・ブライト〉）※VHS版、（ユーリ）※テレビ朝日版
- レプティリア（バーマン保安官）
- レボリューション6（マノフスキー）
- レンタル・キッズ/お子様貸します!（クリフ〈トニー・ロサト〉）
- ローグ・ワン/スター・ウォーズ・ストーリー（ジャン・ドドンナ将軍〈イアン・マッケルヒニー〉）
- ロードキラー（氷トラックの運転手）※ソフト版
- ロケッティア ※テレビ朝日版
- ロジャー・ムーア/冒険野郎（ラジ、ジョイス大佐）※TBS版
- ロスト・ソウルズ（マイク・スマイス〈ジョン・ビーズリー〉）
- ロッキー（マイク）
- ロボコップシリーズ（ドナルド・ジョンソン〈フェルトン・ペリー〉）※テレビ朝日版
  - ロボコップ（キニー）※VHS版
  - ロボコップ2
  - ロボコップ3
- ワイアット・アープ（ジョニー・ビーハン〈マーク・ハーモン〉）※ソフト版
- ワンス・アポン・ア・タイム・イン・アメリカ（フランキー〈ジョー・ペシ〉）※DVD版
- ワンス・アラウンド（トニー・ベラ）

#### ドラマ
- 悪魔の異形 #4（チャールズ・オースティン）
- アメリカン・ヒーロー #40（ジョージ・タナカ）
- ER緊急救命室
  - シーズン3（マニー、ゾゴイビー、ディラシアス）
  - シーズン4（レイブソン）
  - シーズン7（ワトキンズ）
- THE EVENT/イベント（ジェームズ・デンプシー博士〈ハル・ホルブルック〉）
- インディ・ジョーンズ/若き日の大冒険
- VINYL -ヴァイナル- Sex, Drugs, Rock'n'Roll & NY（モーリー・ゴールド〈ポール・ベン＝ヴィクター〉）
- WITHOUT A TRACE/FBI 失踪者を追え!（ボブ〈デヴィッド・ペイマー〉、トレセル、マルコム・ポープ）
- APB ハイテク捜査網 #6（ジョー・リーヴス〈ジョン・ハード〉）
- SF起源 タイムゲイト（アーサー・ブラウンロー）
- X-ファイル ※ソフト版
  - シーズン1 第17話「E.B.E」（ランハイム / フランク・ドルース）
  - シーズン1 第18話「奇跡の人」（モーリス・ダニエルズ保安官）
- NCIS 〜ネイビー犯罪捜査班（トーマス・モロー〈アラン・デイル〉）※シーズン10から
  - シーズン2 #17（ブッシュネル大佐〈マディソン・メーソン〉）※Dlife版
  - シーズン4 #23（ディミトリ・ボロフ大将）
- OZ/オズ（ニノ・シベッタ〈トニー・ムサンテ〉）
- 俺たち賞金稼ぎ!!フォール・ガイ シーズン2 #10（アル・バートン）
- 女刑事キャグニー&レイシー（ビクター・イスペッキー刑事〈マーティン・コーヴ〉）
- 女刑事レディブルー（ストーカー〈ジム・ブラウン〉）
- 合衆国崩壊の日（ジャクソン）
- 恐竜家族（リポーター）
- THE KILLING/キリング
- キング・オブ・キングス（ジョゼフ・ボナパルト〈エンニオ・ファンタスティキーニ〉、ロジェ・デュコ、コルヴィサール医師）※ソフト版
- グッド・ワイフ2（カイル・マーフィー、ケヴィン・ヘインズ〈マット・マロイ〉）
  - グッド・ファイト（ロン〈デニス・アーント〉）
- クライム・ストーリー（ダニー・クライチャック〈ビル・スミトロヴィッチ〉）
- クリミナル・マインド FBI行動分析課
  - シーズン3（ハリス）
  - シーズン4（クイン）
  - シーズン5（ビル）
  - シーズン6 #17（ショーン・マカリスター刑事〈アンガス・マクファーデン〉）
  - シーズン7 #9（トーズ中尉〈ジョージ・ゲルデス〉）
  - シーズン9 #21（エドワード・コールダー〈マーシャル・R・ティーグ〉）
  - シーズン10 #20（ロイ・ブルックス〈エドワード・アズナー〉）
  - シーズン13 #22 シーズン14 #1（ベンジャミン・メルヴァ〈マイケル・ホーガン〉）
- GRIMM/グリム シーズン5 #4（ダニエル・トロイア〈リチャード・ポートナウ〉）
- グレイズ・アナトミー 恋の解剖学（ヨルダン・フランクリン〈ジャック・シアラー〉）
  - グレイズ・アナトミー8 恋の解剖学（チャック・ケイン〈リー・メジャース〉）
- 刑事ヴァランダー3 白夜の戦慄（フレドリック）
- 刑事ナッシュ・ブリッジス（マックス・ペティット〈ジェフ・ピアソン〉）
  - シーズン5 #13（ホルト・クルーガー）
- 刑事マルティン・ベック 警官殺し（モード船長）
- コード・ブラック 生と死の間で（ピート・ディレーニー〈ボー・ブリッジス〉）
- コールドケース6 #7（ディック・ウォレス〈現在〉）
- こちらブルームーン探偵社
  - シーズン2 #10（ヨゼフ・グッドマン）
  - シーズン3 #11（モー・ハイラー、留置場の男〈ロバート・ウール〉）
  - シーズン5 #13（ウォルター・ホワイトブレッド）
- ザ・コミッシュ（マイク・ローズ）
- THE VISITOR ザ・ビジター（ジェームズ・ヴァイス大佐〈スティーヴ・レイルズバック〉）
- ザ・プラクティス ボストン弁護士ファイル（ジョン・ライデル〈ジョン・カペロス〉）
- ザ・プリテンダー 仮面の逃亡者（マイケル・メッガー）
- 三国志演義（韓当、潘璋）※NHK-BS2版
- CSI:科学捜査班
  - シーズン6 #10（ウォーレン・マシューズ大佐〈チャールズ・ネイピア〉）
  - シーズン8（ルー・ゲッダ〈ジョン・キャポディス〉）
  - シーズン11 #2（アーネスト・グールド〈エリオット・グールド〉）
- CSI:ニューヨーク7 #4（ルーサー・デヴァーロ〈エドワード・ジェームズ・オルモス〉）
- シークエスト（マーレイ・ゴールドウォーター〈スティーブン・クロニッシュ〉）
- ジーニアス（ミロシュ・マリッチ〈ペジャ・ビヤラク〉）
- ジェシカおばさんの事件簿
  - スポットライトが死を照らす（マーティン）
  - テニスのスター天に昇る（トラビス警部）
  - 停電は殺しのチャンス（ストーニー）
- シドニー・シェルダンの明日があるなら（バッジ・ホランダー〈ジェフリー・ジョーンズ〉、ローレンス判事）※テレビ東京版
- ジム・ヘンソンのストーリーテラー（宿屋の主人〈デヴィッド・フリーシュマン〉）
- シャーロック・ホームズの冒険
  - ボヘミアの醜聞（聖職者）
  - マスグレーブ家の儀式書（レジナルド・マスグレイヴ）※追加収録部分
- 笑傲江湖（王元覇）
- 私立探偵ハリー（ホッファー〈ロバート・リード〉）
- 私立探偵マグナム
  - シーズン1 #17（デヴィッド・クラーク）
  - シーズン2 #4（ユーリ・ドルゴフ）
- 新アウターリミッツ シーズン1 #10（カルリト）
- 新・アンタッチャブル（トミー・テイラー〈キューバ・グッディング・ジュニア〉）
- 新・刑事コロンボシリーズ
  - だまされたコロンボ（ハーブ市長補佐）
  - 奇妙な助っ人（シファ警部）
- 新スタートレック（ガリン博士〈リチャード・カンシーノ〉、Q2〈コービン・バーンセン〉）
- SCORPION/スコーピオン（エルキンズ〈ジョシュ・クラーク〉）
- スターゲイト SG-1（セルゲイ・イワノフ中佐）
- スタートレック:ディープ・スペース・ナイン（ボラス〈デニス・クリストファー〉、コバーン提督）
- ストライクバック4:極秘ミッション
- スパイ大作戦 ※追加録音分
  - シーズン3 #1 #2（ボビー〈ロバート・コンラッド〉）
  - シーズン3 #20（ジーグラー大佐〈デイヴィッド・シェイナー〉）
  - 新スパイ大作戦 隣国侵攻!狙われた油田（スーチェク大尉）
- スピン・シティ シーズン6 #14（レイ・クロフォード〈マーティン・シーン〉）
- 続ハリーズ・ロー 裏通り法律事務所（レイモンド判事〈ダン・ラウリア〉）
- ダークエンジェル シーズン1 #3（テレンス・リーソン所長）※ソフト版
- 第一容疑者1 連鎖（レジ・マッキニー）
- 第一容疑者4 消えた幼児（トニー・マディマン警部補）
- タッチング・イーブル〜闇を追う捜査官〜（ハンク）
- 地上最強の美女たち!チャーリーズ・エンジェル（ロジャース刑事、クラリェヴォ）※追加吹き替え分
  - シーズン1 #22（ブレシュニク）※追加収録部分
- CHUCK/チャック シーズン1 #5（ベン・ローパン〈ジェームズ・ホン〉）
- 推奴 〜チュノ〜
- 超音速攻撃ヘリ エアーウルフ
  - シーズン2 #13（トミー）、#19（サラザール）
  - シーズン3 #8（デニス・スレード）
- 超音速ヒーロー ザ・フラッシュ（テッド・プレミンジャー〈ポール・リンク〉、スタンリー・モース〈ヴィクター・リバーズ〉）※日本テレビ版
- 超感覚刑事ザ・センチネル（マイク・ハーリー〈レオン・ラッサム〉）
- ツイン・ピークス（ベンジャミン・ホーン〈リチャード・ベイマー〉）
- ツイン・ピークス The Return（ベンジャミン・ホーン〈リチャード・ベイマー〉）
- ディフェンダーズ 闘う弁護士（ポール・デニス）
- 24 -TWENTY FOUR- シーズン2（ブラッド・ハモンド〈ランドル・メル〉）
- 特捜刑事マイアミ・バイス
  - シーズン1 #9（フロイド・ヒギンズ〈ジョン・パンコウ〉）、#17（ジャック・デイヴィス〈ジョー・モートン〉）
  - シーズン2 #3（マーヴェル・クイン牧師〈リトル・リチャード〉）、#14（ジャン・ファバール）
  - シーズン3 #2（ジョゼフ・テイチナー）、#4（フォックス〈ケヴィン・コンウェイ〉）、#7（メンデス）、#15（ヌイン・ヴァン・トラン〈ハイン・S・ニョール〉）
- ドクタークイン 大西部の女医物語（カール、リッグス、ステレット、フランクリン）
- 特攻野郎Aチーム
  - シーズン1 #3（アンドレ〈フィリップ・プロクター〉）
  - シーズン2 #6（ライダー〈ブライオン・ジェームズ〉、トム・ハート）
  - シーズン4 #21（カルロス・"ブルームーン"・メンドーザ）
  - シーズン5 #10（ブラザー・マリノ）
- ナイトライダー シーズン1 #2（サンダーソン少佐）、#3（スニーカー）
- NY市警緊急出動部隊 トゥルー・ブルー（ジョーイ巡査）
- 忍者ジョン&マックス（オーカサ〈ショー・コスギ〉）
- バーン・ノーティス 元スパイの逆襲
- バイオニック・ウーマン #3（ヴァン・フリート）
- ハイテク武装車バイパー パイロット版（タウンゼント〈ウィリアム・ラス〉）
- バビロン5（ジ・ローン〈キム・ストラウス〉）
- HAWAII FIVE-0
  - シーズン3 #11、シーズン7 #11（チョイ叔父さん〈ジョージ・タケイ〉）
  - シーズン5 #2（グラハム・ローデス海軍中将〈パトリック・セント・エスプリト〉）
- 犯罪捜査官ネイビーファイル（ハンク・オリン〈ブルース・ウェイツ〉）
- ヒーロー（チョ・ヨンドク）
- 美女と野獣（タイラー・バックマン〈ジェフリー・ノードリング〉）
- フォーティチュード/極寒の殺人鬼（ヘンリー・タイソン〈マイケル・ガンボン〉[71]）
- THE BLACKLIST/ブラックリスト シーズン1 #18（フレドリック・オズボーン、ワヒード・ダビ、ミッチェル トラヴァース）
- FRINGE/フリンジ（ジェームズ・ヴァン・ホーン上院議員〈ジェラルド・プランケット〉）
- ブルー・サンダー（ベンジャミン・ケルティ〈サム・アンダーソン〉）
- フレンズ（ジェイ・レノ）
- ブロッサム（レジー・ジャクソン）
- ベルグレービア 秘密だらけの邸宅街（ペレグリン・ベラシス / ブロッケンハースト伯爵〈トム・ウィルキンソン〉[72]）
- ボーイ・ミーツ・ワールド（ラム〈ダン・ラウリア〉）
- ホークアイ（アーマンド3世）
- ボードウォーク・エンパイア 欲望の街
- BONES（ヘクター・アルバラード〈マイク・ゴメス〉）
- 冒険野郎マクガイバー
  - シーズン1 #3（ニコライ・グロツキー）、#7（デイヴ・レディング）、#12（将校）、#16（アントン）、#22（エミリオ）
  - シーズン2 #3（トニー）、#7（ジルベール・アルノー）、#13（ロバート・ジュリアン）、#16（アーニー〈ロバート・パストレリ〉）、#21（警部補〈バック・ヤング〉）、#22（ゾルキン）
- 炎のエマ（ウインストン〈ドミニク・ガード〉）
- ポリス・ストーリー/許されぬ誤ち（ジョン・アンダーソン〈ジェームズ・ファレンティノ〉）
- ボルジア家 愛と欲望の教皇一族（オルシーニ枢機卿）
- マードック・ミステリー 〜刑事マードックの捜査ファイル〜 #12（ギル・パトリック）
- また会う日まで（ルッテマン〈ヴォルフ・カーラー〉）
- マペット放送局（ジェイ・レノ）
- ミステリアスアイランド（ジャック〈C・デービッド・ジョンソン〉）
- ミス・マープル
  - パディントン発4時50分（ハロルド・クラッケンソープ）
  - 書斎の死体（アーサー・バントリー大佐、エドワーズ）
  - 牧師館の殺人（ローレンス・レディング）
- ミッシング -サイキック捜査官-（ウォルター・コナーズ）
- ミディアム2 霊能者アリソン・デュボア #5（老人の亡霊）
  - ミディアム7 最終章（ギロリー保安官）
- 名探偵ポワロ ※NHK版
  - ミューズ街の殺人（ドクター・ブレット）
  - 安いマンションの事件（テディ・パーカー）
  - 二重の手がかり（ホテル支配人、私立探偵ブレーク）
  - 満潮に乗って（アーデン）
  - 海上の悲劇（警官）
  - イタリア貴族殺害事件（刑事）
  - ポワロのクリスマス（雑貨屋店主）
- 名探偵モンク1 #11
- モーツァルト・イン・ザ・ジャングル（トーマス〈マルコム・マクダウェル〉）
- ヤングライダーズ シーズン1 #18（モーガン）
- 愉快なシーバー家（ジュリー）
- ラブ・ボート（アイザック・ワシントン〈テッド・ランゲ〉）
- リバーデイル（ウェザビー校長〈ピーター・ブライアント〉）
- レジェンド・オブ・アロー（ノッティンガムの代官〈マルコム・マクダウェル〉）※ソフト版
- ロズウェル - 星の恋人たち（セリグマン先生）
- ロンサム・ダブ（モンキー・ジョン〈マシュー・カウルズ〉）

#### アニメ
- アラジンの大冒険（主人、家臣、衛兵、兵士 他）
- インヴェイジョンUSA（ドク）
- ザ・シンプソンズ（ハーラン・ダンダリンガー校長〈初代〉、美術教師、警部）
- ジャスティス・リーグ（ヴァンダル・サベージ〈初代〉）
- ジャッキー・チェン・アドベンチャー（ダオラン・ウォン）
- スター・ウォーズ 反乱者たち（ジャン・ドドンナ将軍）
- タンタンの冒険（スナイパー、ステファン）
- 地上最強のエキスパートチーム G.I.ジョー（ストーカー）
- チップとデールの大作戦（署長、ダドリー）※新吹き替え版
- ドラゴン水滸伝（武吉）
- バットマン（グラント・ウォーカー）
- ハッピー フィート（ボスペンギン）
  - ハッピー フィート2 踊るペンギンレスキュー隊（長老エッグバート）
- パパはグーフィー
- ミュータント・タートルズ（1987年東和ビデオ版）（ロックステディ）
- ルーニー・テューンズ（船長、男）
- モンスター・ホテル2（マイク）

### 特撮
- アイアンキング（1972年、不知火順四郎）
- 人造人間キカイダー（1973年、科学者）
- スーパーロボット レッドバロン（1974年、鉄面党エージェント、吉村博士）
- 恐竜戦隊コセイドン（1979年、湯村秀人）
- ウルトラマン80（1980年、鈴木航海士）
- ぼくら野球探偵団（1980年、山本）
- スーパー戦隊シリーズ
  - 電磁戦隊メガレンジャー（1997年、トカゲネジラーの声）
  - 獣拳戦隊ゲキレンジャー（2007年、臨獣バンゴリン拳ムザンコセの声）
  - 侍戦隊シンケンジャー（2009年、アヤカシ・イクサズレの声）
  - 手裏剣戦隊ニンニンジャー（2015年、超上級妖怪シュテンドウジの声）

### デジタルコミック
- VOMIC キングダム（昌文君）
- VOMIC CLOTH ROAD（グスタフ）
- VOMIC 月華美刃（萩じい）
- VOMIC この音とまれ!（久遠源）

### テレビドラマ
- NHK大河ドラマ
  - 三姉妹（1967年）
  - 春の坂道（1971年） - 三浦正次 役
- 三匹の侍 第6シリーズ 第18話「裏切りの季節」（1969年） - 岩佐半次郎 役
- 右門捕物帖 第180話「十八番手柄 いざよい河岸の女」（1970年、NTV / 東宝）
- 特別機動捜査隊（NET / 東映）
  - 第502話「親なき子」（1971年）
  - 第531話「わが作戦敗れたり」（1972年）
  - 第737話「歪んだクリスマス」（1975年）
  - 第757話「霊柩車を撃て!」（1976年）
  - 第796話「夕陽の波止場」（1977年） - 小谷 役
- ガッツジュン（1971年、TBS） - 萩原監督 役
- しがらき物語（1972年、NET）
- 助け人走る 第6話「上意大悲恋」（1973年、ABC / 松竹） - 古川主馬 役
- 追跡 第5話（1973年、KTV / C.A.L.）
- 夜明けの刑事（TBS / 大映テレビ）
  - 第6話「花嫁は死んでいた」（1974年） - 瀬川 役
  - 第67話「君は妻娘を殺されたらどうする!!」（1976年）
- 隠密剣士 突っ走れ! 第10話「忍者を助ける信太郎」（1974年、TBS / 宣弘社プロダクション）
- 特捜記者 第3話「密航者は誰だ」（1974年、KTV / 松竹）
- 太陽にほえろ! 第220話「ジュンの復讐」（1976年、NTV / 東宝） - 佐々木大造の部下 役
- 大江戸捜査網 第4シリーズ（1976年、東京12チャンネル / 三船プロダクション）
  - 第104話「美女群盗伝」
  - 第130話「理由なき殺人」
- 伝七捕物帳 第154話「狙われた赤ン坊 」（1977年、日本テレビ / ユニオン映画） - 佐吉 役
- 破れ奉行 第35話「闇に散った怨み花」（1977年、NET / 中村プロダクション） - 役人 役
- 特捜最前線（NET / 東映）
  - 第26話「娘よ!父の罪を赦せ」（1977年）
  - 第55話「アリバイ・駈けこんで来た女!」（1978年）
  - 第90話「ジングルベルと銃声の街!」（1978年）
  - 第118話「子供の消えた十字路」（1979年） - 町田 役
  - 第239話「神代警視正の犯罪!」（1981年）
- 大追跡 第5話「潜入刑事」（1978年、NTV / 国際放映）
- 破れ新九郎（NET / 中村プロダクション）
  - 第12話「血風!帰らざる街道」（1978年） - 佐吉 役
  - 第18話「血涙、地獄の子連れ狼」（1979年） - 市助 役
- ゆうひが丘の総理大臣（NTV / ユニオン映画）
  - 第5話「先生は先生で兄貴じゃない!」（1978年）
  - 第38話「恋の芽生えは出合いから!」（1979年）
- 江戸の旋風シリーズ（CX / 東宝）
  - 同心部屋御用帳 江戸の旋風IV 第13話「錆びた十手」（1979年） - 暗闇配下の盗賊 役
  - 新・江戸の旋風（1980年）
    - 第12話「恋風孫兵衛・春の嵐吹く」 - 野猿の甚助 役
    - 第31話「掠奪された花嫁」 - 明暗衆首領・陣内 役
- 江戸の朝焼け 第12話「愛すればこそ」（1980年、CX）
- 鬼平犯科帳 (萬屋錦之介) 第1シリーズ 第18話「妖盗葵小僧」（1980年、NET / 中村プロダクション） - 日野屋手代・幸次郎 役
- 仕掛人・藤枝梅安 梅安流れ星（1982年、CX / 東宝）

### 映画
- 竜馬暗殺（1974年、ATG）

### ボイスオーバー
- 新プラネット（サイエンスチャンネル）
- BS世界のドキュメンタリー（NHK-BS1）
  - 「ビンラディンは生きているのか?」（2010年、デヴィッド・レイ・グリフィン）
- ロイヤル・スキャンダル 〜エリザベス女王の苦悩〜（2012年、NHK BSプレミアム）

### CM
- インターネットラジオ音泉-コスパCM-【Gガンダム編】
- 一番くじ 機動戦士ガンダム ガンプラ 2024 PV（ナレーション）
- SDガンダム GジェネレーションSEED CM（東方不敗マスター・アジア）
- 森永製菓ヴェルタース オリジナルCM【おじいさんは語る編】（おじいさんの吹き替え）
- バンダイ「DXシャイニングガンダム」
- レイ・フォース「スタートリング オデッセイ2 魔竜戦争」CM

### その他コンテンツ
- 機動戦士ガンダム0079カードビルダー（ハーディ・シュタイナー、ディック・アレン）
- バンダイガシャポン「サウンドロップコンパクトガンダム30周年宿命のライバル編」（2009年8月、東方不敗マスターアジア）
- パチスロ「グラディウス・ザ・スロット」（マゼラン[73]）

## ディスコグラフィ

### キャラクターソング
| 発売日        | 商品名                                      | 歌                                                               | 楽曲                                  | 備考                                         |
| ------------- | ------------------------------------------- | ---------------------------------------------------------------- | ------------------------------------- | -------------------------------------------- |
| 1995年3月24日 | 機動武闘伝Gガンダム GUNDAM FIGHT-ROUND5     | 秋元羊介                                                         | 「男道、獣道/マスターアジアの恨み節」 | テレビアニメ『機動武闘伝Gガンダム』関連曲    |
| 2021年11月3日 | 宇崎ちゃんは遊びたい！ サウンドこれくしょん | 亜細亜実（竹達彩奈）、榊逸仁（髙木朋弥）、亜細亜紀彦（秋元羊介） | 「Enjoy!カフェごはん」                | テレビアニメ『宇崎ちゃんは遊びたい！』関連曲 |

### シリーズ一覧
1. ↑  第1作（1987年）、第2作『2』（1988年）
2. ↑  第1期（1996年）、第3期『フルスロットル』（2007年）
3. ↑  『EAT-MAN』（1997年）、『EAT-MAN'98』（1998年）
4. ↑  第1作『幻想魔伝 最遊記』（2000年）、第2作『最遊記RELOAD』（2003年）
5. ↑  第1期（2006年 - 2007年）、第2期（2007年）
6. ↑  第1期（2006年）、第2期『The Second Barrage』（2006年）
7. ↑  第一幕（2007年）、第二幕（2008年）
8. ↑  第1期（2007年）、第2期『第弐幕』（2007年）
9. ↑  第1期（2014年）、第2期『Re:␣ ハマトラ』（2014年）
10. ↑  第1期（2020年）、第2期『ω』（2022年）
11. ↑  『ZERO』（1999年）、『F』（2000年）、『F.I.F』（2001年）、『DA』（2002年）、『NEO』（2002年）、『SEED』（2004年）、『SPIRITS』（2007年）、『WARS』（2009年）、『WORLD』（2011年）、『3D』（2011年）、『OVER WORLD』（2012年）、『GENESIS』（2016年）、『CROSSRAYS』（2019年 - 2020年）、『ETERNAL』（2025年）
12. ↑  『パワーストーン』（1999年）、『2』（2000年）
13. ↑  『エクストリームバーサス』（2010年）、『フルブースト』（2012年）、『マキシブースト』（2014年）、『フォース』（2016年）、『マキシブースト ON』（2016年）
14. ↑  『エクストリームバーサス2』（2018年）、『クロスブースト』（2021年）、『オーバーブースト』（2023年）、『インフィニットブースト』（2025年）